# Lovsjungen Herren, som i det höga
Lovsjungen Herren, som i det höga är en lovpsalm av Johan Olof Wallin från 1814, som blev en ståpsalm först med 1937 års psalmbok. Enligt 1939 års koralbok komponerades då också en ny melodi jämfört med 1819 års psalmbok som använde en melodi av Antonio Scandelli hämtad ur Newe Teutsche Liedlein från 1568. 
Texten bygger på Psaltaren 99 och betonar i de två första stroferna Herren som Konungen och Domaren "från himlars tron den starke Hämnarn ljungar" respektive "åt den förtryckte som till honom ropar / rätt och dom han skaffar". Dessa strofer avslutas med "Väldig är Herren, Herren vår Konung" respektive "Helig är Herren, Herren som dömer". I de två sista stroferna däremot betonas Herren som herde och fader. De avslutas med "Ljuvlig är Herren, Herren vår Herde" respektive "Nådig är Herren, Herren vår Fader".

## Publicerad som
- Nr 267 i 1819 års psalmbok under rubriken "Kristligt sinne och förhållande - I allmänhet: Förhållandet till Gud: Guds lov"
- Nr 7 i 1937 års psalmbok under rubriken "Guds lov".